# Касанвирьо, Нерайшо
Нерайшо Меритхио Касанвирьо (нидерл. Neraysho Meritchio Kasanwirjo; родился 18 февраля 2002, Амстердам) — нидерландский футболист, защитник клуба «Фейеноорд».

## Клубная карьера
Воспитанник футбольной академии «Аякса». С 2019 по 2021 год выступал за команду «Йонг Аякс». 10 мая 2021 года подписал контракт с клубом «Гронинген» в качестве свободного агента. 15 августа 2021 года дебютировал в основном составе «Гронингена» в матче Эредивизи против «Камбюра».
1 сентября 2023 года перешёл на правах аренды в австрийский «Рапид».
30 августа 2024 года до конца сезона перешёл на правах аренды в шотландский «Рейнджерс».

## Карьера в сборной
Выступал за сборные Нидерландов до 15, до 16, до 17 лет и до 21 года.
В мае 2019 года в составе сборной Нидерландов до 17 лет выиграл юношеский чемпионат Европы, который прошёл в Ирландии.

## Достижения
«Фейеноорд»
- Чемпион Нидерландов: 2022/23
- Обладатель Суперкубка Нидерландов: 2024

Нидерланды (до 17)
- Чемпионат Европы (до 17 лет): 2019